# Fersenbein

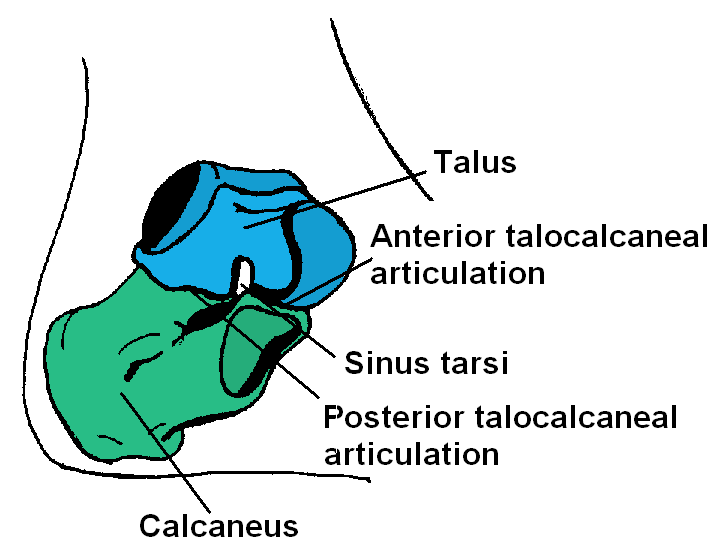
Fersenbein (grün)

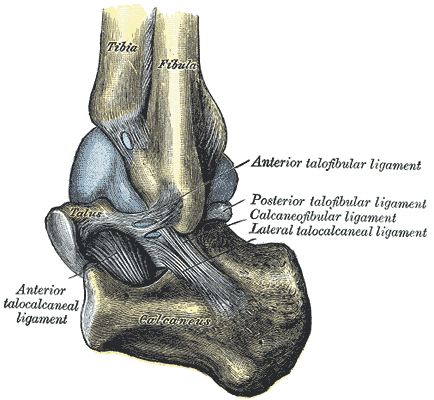
Fersenbein (unten)

Das Fersenbein (lateinisch Calcaneus, eingedeutscht auch Kalkaneus) ist ein kurzer Knochen der Fußwurzel. Es ist der größte und längste Fußwurzelknochen und zugleich der Knochen mit dem relativ größten Anteil Knochenmark (spongiösen Knochens).
Der Körper des Fersenbeines ist grob quaderförmig. Unter der Malleolengabel des Sprunggelenkes liegt er nicht mittig, sondern zur Seite versetzt. Der Körper verläuft vom hinteren Ende des Fußes nach vorne–oben–zur Außenseite.

## Aufbau
Am hinteren Ende befindet sich der Fersenhöcker (Tuber calcanei), der die Ferse (Calx) des Fußes bildet. Hier setzen über die Achillessehne (Tendo calcanei) der Zwillingswadenmuskel und Schollenmuskel an. Zwischen Achillessehne und Fersenhöcker liegt ein Schleimbeutel, die Bursa tendinis calcanei. Auf der Unterseite des Fersenhöckers befinden sich zwei nach vorne gerichtete Fortsätze, der Processus medialis tuberis calcanei und der Processus lateralis tuberis calcanei. Hier haben der Musculus abductor hallucis, der Musculus flexor digitorum brevis und der Musculus abductor digiti minimi ihre Ursprünge. Die Aponeurosis plantaris hat im Bereich des Fersenhöckers ebenfalls ihren Ursprung. Vom Processus medialis geht häufig der Fersensporn aus. Der Fersensporn ist eine krankhafte und schmerzhafte dornartige Verknöcherung im Ursprungsbereich der Aponeurosis plantaris.

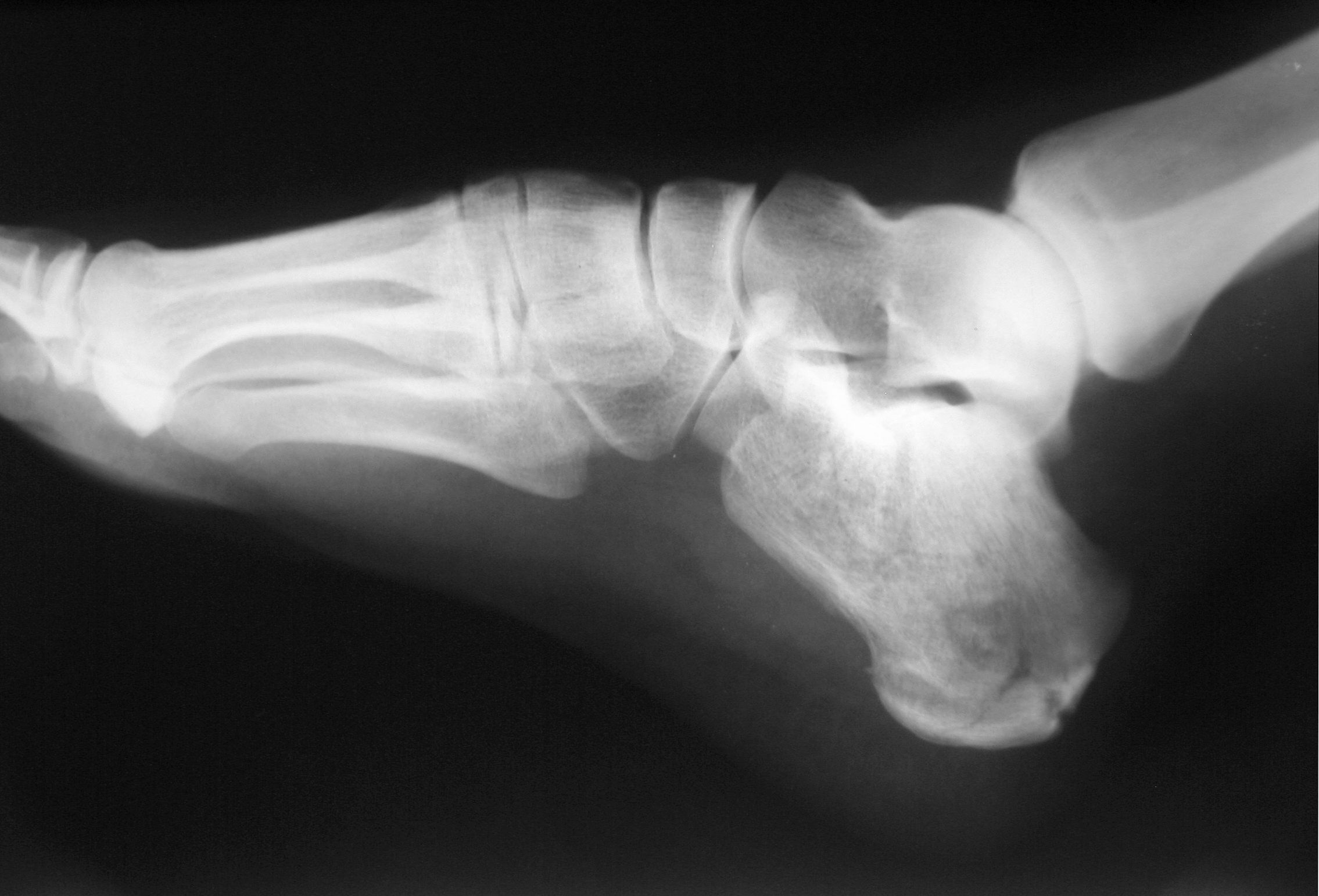
Röntgenbild eines gebrochenen Fersenbeins

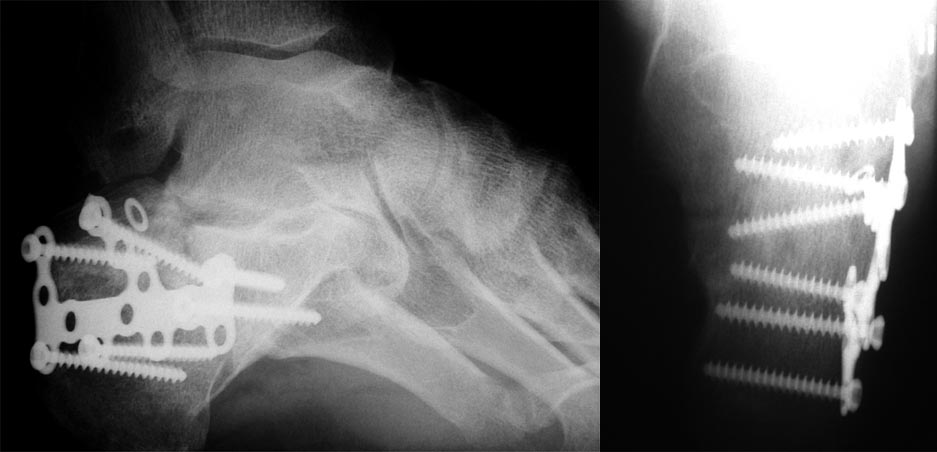
Röntgenbild einer Fersentrümmerfraktur mit Verplattung

Auf seiner Unterseite (Plantarseite) befinden sich das lange Sohlenband und das Ligamentum calcaneocuboideum plantare.
Nach vorne hin befindet sich der Processus anterior calcanei. Hier befindet sich die Gelenkfläche für das Würfelbein, die als Facies articularis cuboidea bezeichnet wird und zusammen mit dem Würfelbein das Kalkaneokuboidgelenk bildet.
Auf der medialen Fläche des Fersenbeines befindet sich ein Vorsprung, der die Fläche „überdacht“. Dieser Vorsprung wird als Sustentaculum tali bezeichnet. Große Teile des Sprungbeines ruhen auf diesem Vorsprung. Unter dem Sustentaculum tali läuft die Sehne des Musculus flexor hallucis longus hindurch. Der Muskel erhält dadurch die Wirkung, das Fersenbein am Einknicken nach innen zu hindern. Daneben verlaufen aber auch noch die Sehnen des Musculus flexor digitorum longus und des Musculus tibialis posterior in diesem Bereich, ebenso wie Blutgefäße und Nerven. Dieser Raum wird als Tarsaltunnel bezeichnet.
Auf der oberen (dorsalen) Seite befinden sich drei Gelenkflächen:
- Facies articularis talaris anterior
- Facies articularis talaris media (diese befindet sich auf dem Sustentaculum tali)
- Facies articularis talaris posterior

Zwischen den beiden letztgenannten Gelenkflächen liegt der Sulcus calcanei, der zusammen mit dem Sulcus talaris des Sprungbeines einen als Canalis tarsi bezeichneten Tunnel bildet. Die Facies articularis talaris anterior und die Facies articularis talaris media sind gemeinsam ein Bestandteil des vorderen unteren Sprunggelenkes. Die Facies articularis talaris posterior ist Bestandteil des hinteren unteren Sprunggelenkes.
Auf der Seitenfläche befindet sich ein kleiner Höcker, die Trochlea fibularis. Dieser Höcker trennt die Sehnen des langen und kurzen Wadenbeinmuskels voneinander.

## Anatomische Besonderheiten bei Sprintern
Spitzensprinter weisen häufig die anatomische Besonderheit ungewöhnlich kurzer Fersenbeine auf. Hierdurch ist der Hebelweg, den die Achillessehne – und somit die Wadenmuskulatur – beim Beschleunigen zurücklegen muss, bei diesen Sportlern deutlich kleiner als bei Sportlern mit längeren Fersenbeinen. Die Geschwindigkeit, mit der sich die Wadenmuskulatur zusammenziehen muss, ist somit geringer, so dass höhere Kräfte auf den Bewegungsapparat des Fußes übertragen werden, was letztlich eine größere Beschleunigung des Athleten ermöglicht.

## Verletzungen und Erkrankungen
Fersenbeinbrüche entstehen meist durch Stürze aus großer Höhe oder Verkehrsunfälle, gelegentlich reichen aber bereits niedrigere Fallhöhen. Die Patienten können schmerzbedingt die Ferse nicht belasten. Oft findet sich ein Bluterguss an der Fußsohle sowie seitlich innen und außen unter dem Innen- bzw. Außenknöchel. Man unterscheidet zwischen Brüchen mit und ohne Gelenkbeteiligung (intra- bzw. extraartikuläre Frakturen). Extraartikuläre Frakturen werden zumeist konservativ behandelt, während solche mit Gelenkbeteiligung und mit starker Verschiebung der Bruchfragmente oft operiert werden, und dann mittels Osteosynthese in der reponierten Position fixiert werden. Dabei werden oft Platten und Schrauben eingesetzt. Ziel der Versorgung ist es, die Geometrie des Fersenbeins möglichst ideal zu rekonstruieren. Brüche mit Gelenkbeteiligung sind häufig Ursache einer frühzeitigen Verschleißumformung des unteren Sprunggelenkes.
Da der Fersenhöcker der Kraftumleitung der kräftigen Achillessehne auf den Mittel- und Vorfuß dient, kommt es dort besonders im mittleren Lebensalter zu häufigen Sehnenansatzreizungen, die zu einer Achillodynie der Achillessehne an ihrem Fersenbein-Ansatz oder einer Plantarfasziitis am Ursprung der Plantarfaszie führen kann. An beiden Stellen können sich bei chronischer Reizung auch kleine Knochennasen bilden, die als Haglund-Exostose an der Achillessehne oder als Fersensporn sohlenseitig an der Plantarfaszie bezeichnet werden.
Bei Kindern im oder kurz vor dem Wachstumsschub kann es an der Apophyse des Fersenhöckers durch den starken Zug der Achillessehne besonders bei intensiv betriebenem Sport mit starker Lauf- und Sprungbelastung (wie Fußball) zu einer juvenilen Osteochondrose kommen, die auch als Morbus Sever-Haglund oder ebenso wie die Achillessehnenreizung bei Erwachsenen als Haglund-Syndrom bezeichnet wird, aber mit Wachstumsabschluss schmerzfrei und ohne Komplikationen verheilt.
Verletzungen des Gelenks zwischen Fersen- und Würfelbein werden als Cuboid-Syndrom bezeichnet.